# Лотта Андерссон
Лотта Андерссон (швед. Lotta Andersson; нар. 24 липня 1980) — шведська борчиня вільного стилю, срібна та бронзова призерка чемпіонатів світу.

## Життєпис
Боротьбою почала займатися з 1993 року. У 1996 році стала бронзовою призеркою чемпіонату Європи серед юніорів. У 1999 році на цих же змаганнях піднялася сходинкою вище. Того ж року завоювала бронзову медаль на чемпіонаті світу серед юніорів. У 2000 році стала чемпіонкою Європи серед юніорів.
Виступала за борцівський клуб Домнарвет. Тренери — Сонні Броман, Пелл Ліндхольм, Ронні Перссон, Кеннет Ністроєм. Лотта Андерссон завершила спортивну кар'єру незадовго до того, як жіноча боротьба була включена до Олімпійських видів спорту.
Після завершення активних виступів на борцівському килимі перейшла на тренерську роботу. У листопаді 2015 року була призначена на посаду штатного тренера жіночої збірної Швеції з боротьби.

## Спортивні результати на міжнародних змаганнях

### Виступи на Чемпіонатах світу
| Змагання                        | Збірна | Вагова категорія          | Місце  |
| ------------------------------- | ------ | ------------------------- | ------ |
| Чемпіонат світу з боротьби 1998 | Швеція | жіноча боротьба, до 62 кг | 9      |
| Чемпіонат світу з боротьби 1999 | Швеція | жіноча боротьба, до 62 кг | Бронза |
| Чемпіонат світу з боротьби 2000 | Швеція | жіноча боротьба, до 62 кг | 6      |
| Чемпіонат світу з боротьби 2001 | Швеція | жіноча боротьба, до 62 кг | 9      |
| Чемпіонат світу з боротьби 2002 | Швеція | жіноча боротьба, до 59 кг | Срібло |

### Виступи на Чемпіонатах Європи
| Змагання                         | Збірна | Вагова категорія          | Місце |
| -------------------------------- | ------ | ------------------------- | ----- |
| Чемпіонат Європи з боротьби 1998 | Швеція | жіноча боротьба, до 62 кг | 9     |
| Чемпіонат Європи з боротьби 1999 | Швеція | жіноча боротьба, до 62 кг | 6     |
| Чемпіонат Європи з боротьби 2000 | Швеція | жіноча боротьба, до 62 кг | 8     |
| Чемпіонат Європи з боротьби 2001 | Швеція | жіноча боротьба, до 68 кг | 6     |

### Виступи на інших змаганнях
| Змагання                               | Збірна | Вагова категорія          | Місце  |
| -------------------------------------- | ------ | ------------------------- | ------ |
| Міжнародний меморіал Дейва Шульца 2001 | Швеція | жіноча боротьба, до 62 кг | Бронза |
| Austrian Ladies Open 2001              | Швеція | жіноча боротьба, до 62 кг | Срібло |
| Manitoba Open 2002                     | Швеція | жіноча боротьба, до 63 кг | Бронза |
| Manitoba Open 2003                     | Швеція | жіноча боротьба, до 63 кг | 4      |
| Міжнародний меморіал Дейва Шульца 2003 | Швеція | жіноча боротьба, до 63 кг | 4      |
| Klippan Lady Open 2003                 | Швеція | жіноча боротьба, до 63 кг | 4      |

### Виступи на змаганнях молодших вікових груп
| Змагання                                       | Збірна | Вагова категорія          | Місце  |
| ---------------------------------------------- | ------ | ------------------------- | ------ |
| Чемпіонат Європи з боротьби серед юніорів 1996 | Швеція | жіноча боротьба, до 56 кг | Бронза |
| Чемпіонат Європи з боротьби серед юніорів 1997 | Швеція | жіноча боротьба, до 58 кг | 5      |
| Чемпіонат світу з боротьби серед юніорів 1998  | Швеція | жіноча боротьба, до 58 кг | 5      |
| Чемпіонат Європи з боротьби серед юніорів 1999 | Швеція | жіноча боротьба, до 63 кг | Срібло |
| Чемпіонат світу з боротьби серед юніорів 1999  | Швеція | жіноча боротьба, до 63 кг | Бронза |
| Чемпіонат Європи з боротьби серед юніорів 2000 | Швеція | жіноча боротьба, до 63 кг | Золото |
| Чемпіонат світу з боротьби серед юніорів 2000  | Швеція | жіноча боротьба, до 63 кг | 7      |